# خانه عرب‌زاده
خانه عرب زاده مربوط به دوره قاجار است و در یزد، خیابان امام، کوچه فهادان واقع شده و این اثر در تاریخ ۱۷ اسفند ۱۳۸۱ با شمارهٔ ثبت ۷۷۶۰ به‌عنوان یکی از آثار ملی ایران به ثبت رسیده‌است.